# مرغ کدر دم‌سیاه
مرغ کدر دم‌سیاه (نام علمی: Tityra cayana) نام یک گونه از سرده مرغ کدر است.